# Otto Malling
Otto Valdemar Malling (né le 1er juin 1848 à Copenhague – mort le 5 octobre 1915 dans la même ville) est un compositeur et organiste danois. 
Malling a écrit le premier manuel danois d'orchestration, sur le modèle du conservatoire français. Il est aussi cofondateur et vice-chef d'orchestre de la Société des concerts de Copenhague en 1874, société dissoute en 1893. En 1883, Otto Malling devient  professeur au Conservatoire de musique (Académie royale de musique danoise), dont il sera le directeur de 1899 à 1915. 
Organiste, il joue les grandes orgues de la cathédrale de Copenhague dès 1900. Il enseigne la théorie musicale à Knudåge Riisager en 1915. 

## Biographie

### Formation
Otto Malling étudie au Conservatoire de Copenhague auprès de Niels Wilhelm Gade et de Johan Peter Emilius Hartmann. Il est également dans la classe d'orgue de Gottfred Matthison-Hansen. 

#### Chef d'orchestre
La carrière de Malling en tant que musicien a commencé par le poste de chef d'orchestre assistant de la Student Singing Society, après quoi il obtient le poste de chef d'orchestre en 1875, poste qu'il occupe 9 ans. 

### Organiste
En outre, il est organiste à l'église Saint-Pierre de 1878 à 1891, à Helligåndskirken jusqu'en 1900, date à laquelle il succède à Hartmann comme organiste de la cathédrale de Frue Kirke à Copenhague (Domkirken), où il travaille jusqu'à sa mort. 

### Compositeur
Malling a écrit de la musique dans presque tous les genres. Jusqu'en 1890, la musique de concert prédomine dans sa production, tandis qu'après cette date, les œuvres sacrées dominent. Il est décrit comme étant inspiré par des compositeurs français tels que Charles Gounod, Jules Massenet et Léo Delibes, mais aussi comme poursuivant le style musical de Hartmann. Sa musique se caractérise par une mélodie particulière et une forme élégante et claire. Sa pièce la plus célèbre aujourd'hui est probablement le Concerto pour piano en do mineur opus 43, qui a été enregistré deux fois sur CD. 
Il compose principalement des œuvres pour orgue et de la musique vocale, mais il écrit également une Fantaisie pour violon et orchestre (opus 20), un séduisant trio pour piano en la mineur (opus 36) en 1889. Une partition très schumannienne.  
On retrouve également dans son catalogue un quatuor pour piano en ut mineur (opus 80) et un concerto pour piano (opus 43) - proche de ceux de Brahms - dans la même tonalité. Son œuvre contient également une symphonie en ré mineur (opus 17) publiée en 1884, une cantate Det hellige Land (La Terre Sainte) (opus 46) composée en 1891 et un octuor pour cordes (opus 50) publié en 1907. 

Il existe une critique de Carl Nielsen, relative à son Octuor, écrite en 1893 : 
Une très mauvaise pièce - vous ne pouvez pas appeler ça de la musique. C'est de la musique démoralisante du genre le plus bas. La musique de danse par des compositeurs de danse de troisième ordre n'est pas aussi destructrice pour le goût et trompeuse pour le public que dans cette ville; parce que ces compositeurs ne prétendent rien, alors qu'on ne peut manquer de prendre une certaine considération du genre de Malling ; parce qu'ils ont la putain de compétence.
Ses partitions d'orgue lui ont valu une certaine réputation à l'étranger, mais après sa mort, il a été rapidement oublié dans son pays natal, les goûts musicaux ayant changé. À la fin du XXe siècle, plusieurs de ses œuvres de concert ont été enregistrées.

#### Arrangeur
Il est aussi arrangeur et auteur de multiples réductions pour piano et des partitions vocales d'œuvres de Johan Peter Emilius Hartmann, Niels Wilhelm Gade et Christian Julius Hansen pour l'éditeur Samfundet til udgivelse af dansk Musik.

## Œuvres

### 1879
- Chant pour chœur d'hommes, op. 1

### 1884
- Symphonie en ré mineur, op. 17

- Concert-Fantasi pour violon et orchestre, op. 20 dédié à Anton Svendsen

### 1885
- Prolog til' den glydne Legende' (Prologue à La Légende dorée) en ut mineur, op. 25 (pour baryton solo, chœur et orchestre) d'après Henry Wadsworth Longfellow

### 1889
- Trio pour piano en la mienur, op. 36 dédié à Til Johan Frimodt

### 1890
- Quintette avec piano en mi mineur op. 40 dédié à Jakob Fabricius
- Musique de Ballet op. 42 pour orchestre
- Concerto pour piano et orchestre en ut mineur, op. 43 dédié à Ernst Dahl

### 1891
- La Terre Sainte op. 46 (pour chœur et orchestre)

### 1892
- Die Geburt Christi (Naissance du Christ) op. 48. 12 pièces pour orgue dédiées à Gottfred Matthison-Hansen (1832-1909)

### 1893
- Octuor pour cordes en ré mineur op. 50 pour Henri Petri
- 2e suite pour orchestre op. 51 dédiée à Henrik Möller

### 1895
- Der Tod und die Auferstehung (La mort et la résurrection du Christ) op. 54 (orgue) dédié à Gottfred Matthison-Hansen
- Faust Suite op. 55 pour violon et piano dédiée à Paula Gocker
- Sonate pour violon et piano en sol mineur op. 57 dédiée à Mitrofan Belyayev (1836-1904)

- La tempête sur Copenhague op. 60 (chant et orchestre)

### 1897
- Aus dem Leben Christi (De la vie du Christ) op. 63 (orgue) dédié à Alexandre Guilmant
- Die Festtage des Kirchenjahres op. 66, 12 pièces pour orgue

### 1898
- Bilder aus den vier Jahreszeiten op. 68 pour violon et piano dédié à Axel Gade
- Die heilige Jungfrau op. 70 pour orgue

### 1902
- Ein Requiem für die Orgel op. 75 dédié à Camille Saint-Saëns

### 1903
- Paulus (Paul) op. 78 (orgue) dédié à Uso Seifert

### 1904
- Quatuor avec piano en ut mineur op. 80 dédié à Nina Aller
- Die siben Worte des Erlösers am Kreuze (Les Sept Paroles sur la Croix) op. 81 (orgue) pour V. Bielefeldt
- Die heiligen drei Könige op. 84 pour orgue

- Bei kirchlichen Handlungen op. 88
- Nacklänge aus Davids Psalmen op. 89 pour orgue (publié en 1911)

### 1908
- Cendrillon op. 90 (ballet)

- Quatuor à cordes
- Travail de psaumes pour la maison, 143 mélodies arrangées pour piano
- Effata ! Lad dig op !, mélodie pour voix et piano sur un texte de Christian Richardt
- Julenat en ré mineur pour piano seul

### 1914
- Elévation en sol mineur pour orgue ou harmonium
- Prière en fa Majeur pour orgue ou harmonium

## Enregistrements
- 1996 : Paulus (Dacapo)
- 1999 : Amalie Malling joue le concerto pour piano en ut mineur (Dacapo - 8.224114)
- 2003 : Oleg Marshev joue le concerto pour piano en ut mineur (Danaccord - DAOCD 597)
- 2014 : Organ Music par Sverker Jullander (Toccata Classics)
- 2021 : Die Sieben Worte des Erlösers am Kreuze, arrangé par Jonas Wilfert pour orgue, basse et choeur. Ingo Witzke (basse) (Johannes Hartmuth)

## Source
- (en) Cet article est partiellement ou en totalité issu de l’article de Wikipédia en anglais intitulé « Otto Malling » (voir la liste des auteurs).